# Omega Hydrae
Omega Hydrae (18 Hydrae) é uma estrela na direção da constelação de Hydra. Possui uma ascensão reta de 09h 05m 58.38s e uma declinação de +05° 05′ 32.4″. Sua magnitude aparente é igual a 4.99. Considerando sua distância de 1212 anos-luz em relação à Terra, sua magnitude absoluta é igual a −2.86. Pertence à classe espectral K2II-III.